# Zemunik Donji
Zemunik Donji est un village et une municipalité située en Dalmatie, dans le comitat de Zadar, en Croatie. Au recensement de 2001, la municipalité comptait 1 903 habitants, dont 94,17 % de Croates et le village seul comptait 1 466 habitants.

## Localités
La municipalité de Zemunik Donji compte 3 localités :
- Smoković
- Zemunik Donji
- Zemunik Gornji